# Jean-Christoph Ritter
Jean-Christoph „Schowi“ Ritter (* 21. September 1974) ist ein deutscher Musikproduzent, DJ und Filmkomponist. Er ist Gründungsmitglied der Stuttgarter Hip-Hop-Band Massive Töne sowie des Labels 0711 Entertainment.

## Leben
Ritter erreichte in den 1990er Jahren als Gründungsmitglied der Stuttgarter Hip-Hop-Band Massive Töne größere Bekanntheit. Das Quartett veröffentlichte zwischen 1996 und 2005 vier Studioalben, darunter die Top-10-Alben Überfall (1999) und MT3 (2002). Die Single Cruisen erreichte 2002 Platz fünf der deutschen Single-Charts. Seit 2015 tritt Ritter auch als Musikproduzent und Filmkomponist in Erscheinung. So steuerte er unter anderem die Filmmusik zu den Komödien Traumfrauen und Mein Blind Date mit dem Leben bei.
Nach sechs gemeinsamen Jahren trennte er sich im Februar 2013 von seiner Freundin Palina Rojinski.

## Filmografie
- 2015: Traumfrauen
- 2017: Mein Blind Date mit dem Leben
- 2022: Liebesdings